# Peter Jaroš
Peter Jaroš (* 22. leden 1940, Hybe) je slovenský prozaik, dramatik a filmový a televizní scenárista.

## Životopis
Narodil se jako první syn v dělnické rodině a vzdělání získal na základní škole v Hybe a na gymnáziu v Liptovském Hrádku a později i v Bratislavě, kde studoval na Filozofické fakultě Univerzity Komenského odbor slovenština a ruština.
V roce 1992 se podílel na podobě znění Deklarace Slovenské národní rady o svrchovanosti Slovenské republiky.

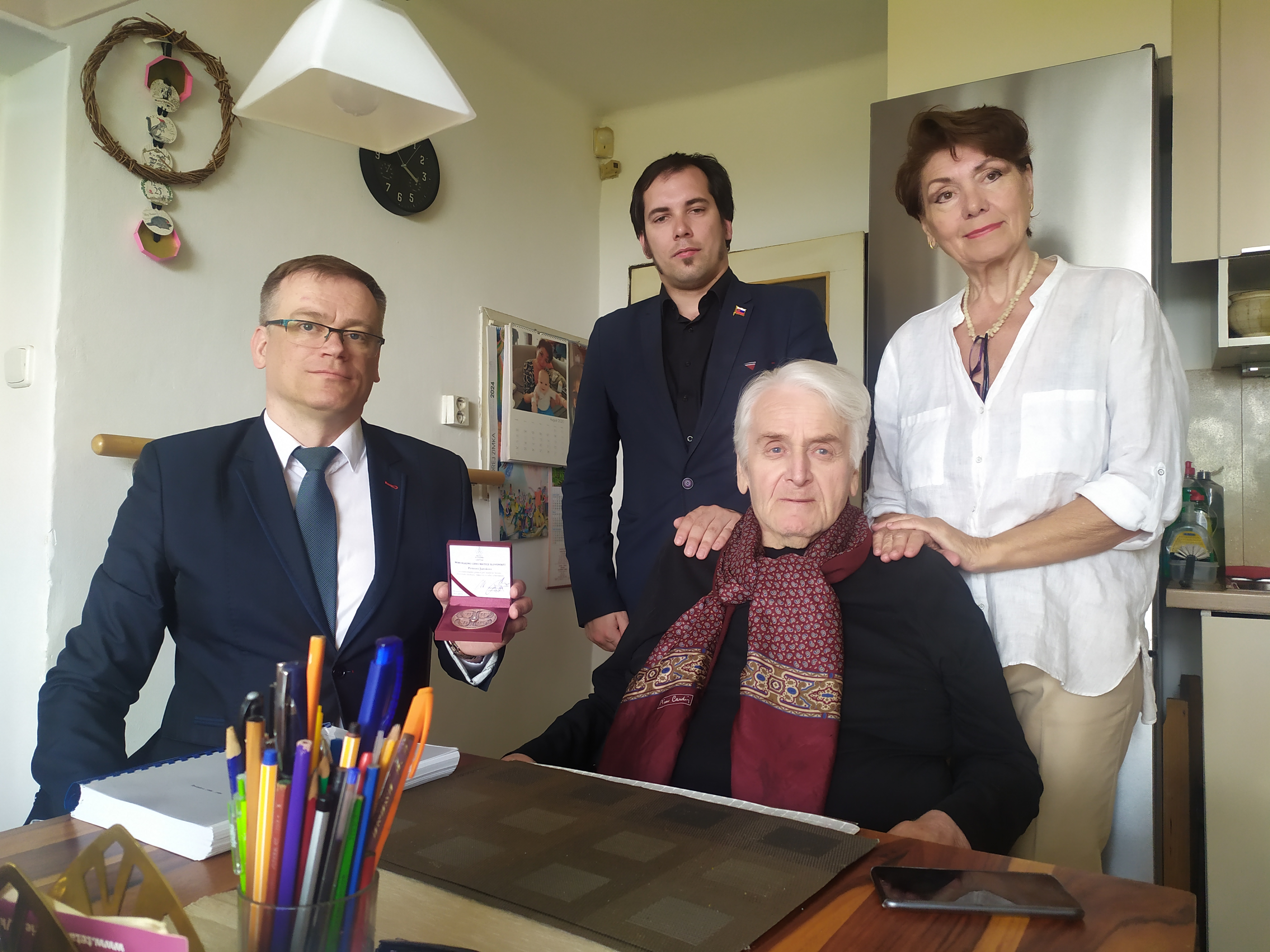
Předseda Matice slovenské JUDr. Marián Gešper, PhD., MSc., předseda Společnosti Ladislava Novomeského PhDr. Lukáš Perný s manželé Jarošovci při předávání MIMOŘÁDNÉ CENY MATICE SLOVENSKÉ

## Ocenenia
- 1998: Cena Lea Danihelse
- 2000: Řád Ľudovíta Štúra II. třídy
- 2009: Cena ministra kultury SR za literaturu
- 2012: Čestný občan Hybe
- 2014: Cena  Spolku slovenských spisovatelů (SSS) za celoživotní dílo
- 2025: Mimořádná Cena Matice slovenské za přínos pro matičné hnutí, slovenskou kulturu, filmovú kulturu a literaturu[1]